# Rock megye (Nebraska)
Rock megye az Amerikai Egyesült Államokban, azon belül Nebraska államban található. Megyeszékhelye és legnagyobb városa Bassett. Lakosainak száma 1262 fő (2020. április 1.). Rock megye Keya Paha, Loup, Boyd, Holt és Brown megyékkel határos.

## Népesség
A megye népességének változása:
| Lakosok száma | 1518 | 1433 | 1385 | 1411 | 1381 | 1262 |
|               | 2010 | 2011 | 2012 | 2013 | 2015 | 2020 |